# Гонес
Гонес (фр. Gonesse) је насељено место у Француској у Париском региону, у департману Долина Оазе.
По подацима из 2011. године у општини је живело 26.516 становника, а густина насељености је износила 1319,86 становника/km².

## Демографија
| 1962. | 1968.  | 1975.  | 1982.  | 1990.  | 2011.  |
| ----- | ------ | ------ | ------ | ------ | ------ |
| 8.517 | 21.187 | 21.390 | 22.896 | 23.152 | 26.516 |

## Партнерски градови
- Leonessa